# Aphnaeus hollandi
Aphnaeus hollandi är en fjärilsart som beskrevs av Butler 1902. Aphnaeus hollandi ingår i släktet Aphnaeus och familjen juvelvingar. Inga underarter finns listade i Catalogue of Life.